# Шепетово-Подлесьне
Шепетово-Подлесьне (пол. Szepietowo Podleśne) — село в Польщі, у гміні Шепетово Високомазовецького повіту Підляського воєводства.
Населення — 83 особи (2011).
У 1975-1998 роках село належало до Ломжинського воєводства.

## Демографія
Демографічна структура станом на 31 березня 2011 року:
|          | Загалом | Допрацездатний вік | Працездатний вік | Постпрацездатний вік |
| -------- | ------- | ------------------ | ---------------- | -------------------- |
| Чоловіки | 39      | 9                  | 23               | 7                    |
| Жінки    | 44      | 11                 | 20               | 13                   |
| Разом    | 83      | 20                 | 43               | 20                   |